# Kaltbrunn
Kaltbrunn är en ort och kommun i distriktet See-Gaster i kantonen Sankt Gallen, Schweiz. Kommunen har 5 084 invånare (2023).